# Злочини четника у чачанском крају
У чачанском крају након немачке офанзиве на Ужичку републику четници Драже Михаиловића постали су доминантна снага на терену. Своју надмоћ они су искористили за вршење терора над осумњиченима за припадништво НОП-у, симпатизерима и члановима њихових породица. Укупно је ван борбе страдало 976 људи из тог краја, од чега су 546 усмртили сами четници, док је преосталих 430 предато Немцима који су их затим усмртили.
Овај терор почео је након избијања сукоба између НОВЈ и ЈВуО 1. новембра 1941. Након пада слободне територије, почетком децембра 1941. четнички одреди су се великим делом интегрисали у састав Недићевих квислиншких снага. У том периоду терор је био најинтензивнији. Велики број људи четници су изручили Немцима.
Терор и предаја ухапњених Немцима настављени су и након што су Немци распустили легалне четничке одреде крајем 1942. године. Дана 25. августа 1944. Други равногорски корпус погубио је 11 цивила у селу Ракова.

## Актери у чачанском крају
Под чачанским крајем подразумева се област бивших срезова: Јеличког, Трнавског, Драгачевског и Таковског. Данас је то подручје општина Чачак, Горњи Милановац и Лучани. На том подручју 1931. године живело је 129.718, а 1945. 160.807 становника.
На овом подручју деловао је НОП одред „Др Драгиша Мишовић“, који је основан јула 1941. У првој половини августа овај одред бројно је нарастао на 400 људи, а почетком новембра на 3.500. Након пада слободне територије крајем новембра 1941, 198 бораца Одреда повукло се са јединицама НОВЈ у Санџак. Они су касније постали борци Друге пролетерске бригаде. За главнину Одреда важила је директива повратка на властити терен. Међутим, услед интензивног терора одред се није могао одржати, па се велика већина бораца вратила кућама. Драгачевски батаљон донео је одлуку о привременом распуштању.
Упркос напуштању борбе и повратку цивилном животу, бивши борци, чланови породица и сви који су одржавали контакте са њима, били су изложени интензивном терору Немаца, недићеваца, љотићеваца и четника. Од укупно 2.555 жртава фашистичког терора у чачанском крају, већину представљају бивши борци Чачанског НОП одреда.
Током септембра активирале су се и бројно нарасле бројне групе четника повезаних са покретом Драже Михаиловића. Током дефанзиве Немаца, ове снаге већином су сарађивале са Чачанским НОП одредом, нарочито у нападима на Краљево.
Од почетка новембра, након избијања сукоба, ове снаге искључиво су се посветиле борби против НОП-а и терору против његових припадника и симпатизера. Знатан део (Јелички одред наредника Милоја Мојсиловића и Љубићки одред поручника Предрага Раковића), кaо и oдреди који нису формално легализовани (одреди Милутина Јанковића и Звонка Вучковића), такође су успоставили неформалне контакте са недићевским снагама и учествовали у терору над припадницима и симпатизерима НОП-а.
Крајем 1942. Немци су укинули званичне четничке одреде. Након тога сви четнички одреди постали су формално илегални, и имали су неколико инцидената са Немцима и Бугарима. Међутим, контакти четничких руководилаца са Немцима и обазрива сарадња против НОП-а као заједничког непријатеља наставила се и даље.
Чачански НОП одред обновљен је у минијатури тек фебруара 1943. Међутим, већ након две недеље он је у селу Остра разбијен од стране четника, а 14 од 25 бораца је ликвидирано. Остаци одреда и позадински радници крили су се у таковском крају до августа 1943, кад се група од 19 бораца поново пребацила у трнавски крај. На јесен 1943. ови борци ушли су у састав Прве шумадијске бригаде, која је пребашена у Санџак.
Четничке снаге остале су на том терену до краја октобра 1944, кад су се заједно са Немцима пребациле у источну Босну. Терор против припадника и симпатизера НОП-а и чланова породица настављен је током целог тог периода.

## Терор током Ужичке републике
Нетрпељивост према припадницима НОП-а код појединих четничких команданата постојала је од почетка устанка. У чачанском крају први забележени случај је убиство Војислава Пајића, заменика политичког комесара чете у Драгачевском батаљону. Нега је током борбе партизана против немачких снага које су се повлачиле из Пожеге, четнички командант Милутин Јанковић са својом јединицом пресрео, заробио и накомн мучења убио 22. септембра 1941.
29. октобра 1941. четници жандармеријског капетана Вучка Игњатовића скинули су Милана Благојевића, команданта Другог шумадијског одреда, са воза у Пожеги и убили га. Два дана касније жандармеријски наредник Филип Ајдачић је са својим одредом заузео Косјерић, заробивши 80 партизана. Десеторо од њих је након мучења убијено, док су остали упућени на Равну Гору и касније предати Немцима.
Након тога избили су отворени сукоби НОВЈ и ЈВуО. Милутин Јанковић је 4. новембра у Самаили, пред стројем бораца, убио командира Тенковске чете у Чачанском НОП одреду Срећка Николића, родом из Доње Трепче (32). Трифуна Јаковљевића (20), борца Трнавског батаљона, родом из Кукића, и Франца Черпиншека, тенкисту, изгнаника из Словеније.
Током новембра 1941. четници су у чачанском крају убили укупно 68 заробљеника, од којих је 50 из других крајева (група санитетског особља из београдских одреда и група бораца Рударске чете Копаоничког НОП одреда) и 18 из чачанског краја.
Већи број бораца НОВЈ заробљених на превару приликом заузимања Горњег Милановца и Косјерића предат је Немцима. Њих су Немци стрељали на Крушику у Ваљеву, а од стрељаних, 71 је био из чачанског краја.

## Терор након легализације
Након пада Чачка 28. новембра 1941. главнина четничких снага у чачанском крају и околини (Јелички одред Милоја Мојсиловића, Љубићки одред Предрага Раковића, делови Трнавског одреда под командом Мијушка Ристовића, одреди Милоша Глишића, Вучка Игњатовића и Манојла Кораћа) повезала се са Недићевим снагама и прихватила статус званичних снага Недићеве владе. Након тога ове снаге су самостално или у саставу заједничких немачко-недићевско-четничких потерних одреда, повеле интензивну кампању уништавања преосталих бораца и симпатизера НОП-а. Ухваћени су ликвидирани или предавани Немцима.
Таковски четнички одред није се легализовао, али је успоставио везу са Трећим одред Српске државне страже под командом мајора Милана Калабића у Горњем Милановцу. Јединице којима је командовао Милутин Јанковић нису легализоване, али су његове снаге убиле 129 мештана, а 48 бивших бораца Драгачевског батаљона предале Немцима.

## Терор током 1943. и 1944.
Независно од повремених чарки са Немцима и Бугарима, током 1943. и 1944. терор четника над противницима и неистомишљеницима настављен је без прекида. У фебруару и марту 1943. у Остри, Мојсињу, Станчићима, Липници, Премећи, Трбушанима, Љубићу и Доњој Горевници снаге Предрага Раковића убиле су 31 ненаоружану особу. Између осталих, у Мојсињу је 23. фебруара 1943. од четника под командом Предрага Раковића, заклан Михаило Ћурић (56), учитељ, стари ратник и резервни потпуковник.
Терор је настављен до самог краја четничког присуства у овом крају. 25. августа 1944, на дан кад је краљ Петар II потписао указ о распуштању Михаиловићевог штаба, војни суд Другог равногорског корпуса ЈВуО осудио је на смрт 11 цивила. У Ракови, где је био четнички затвор, осуђени су и заклани: Љубинка Поповић (31), домаћица и мајка деветоро деце, Танаско Терзић (20), столар, Светолик Јаковљевић (45), земљорадник, Саватије Јаковљевић (53), земљорадник и Радомир Савић (34), земљорадник, из Вапе: Милош Жагрић (40), земљорадник, и Ђуро Алексић (21), земљорадник, из Заблаћа, те Владета Влајко Радосављевић (23), земљорадник, и Перуника Петровић (39), домаћица из Станчића, и Јанаћко Ћурчић (29) и Милош Прелић, земљораднци из Јежевице.

## Биланс злочина
Укупно је у чачанском крају током рата од Михаиловићевих четника усмрћено ван борбе 702 особе (од чега 546 из чачанског краја), међу којима је 99 особа женског пола. Од тог броја ватреним оружјем усмрћено је 457 особа (38 жена), а клањем 209 (61 жена), а њих 36 батинама или на други начин.
После рата вршен је попис ради утврђивања података о палим борцима НОВЈ, жртвама фашистичког терора и цивилним жртвама. Овај попис садржи 4.652 имена са краћим биографијама, а објављен је 1977. у публикацији „Чачански крај у НОБ-у - пали борци и жртве“.
Историчари Давидовић и Тимотијевић извршили су истраживање ради комплетирања овог списка подацима о страдалим припадницима других формација. Овим истраживасем дошли су до још 2.035 имена четника, недићеваца, љотићеваца и жандарма који су погинули у борбама(њих 1.788), или (247 њих) страдалих после окончања борби у чачанском крају.
На основу ових истраживања, уз мање корекције из истраживања и других извора, Радисав С. Недовић: објавио је 2009. у Чачку списак од 2.555 жртава у чачанском крају. Међу њима 546 је убијено од стране Михаиловићевих четника, а 430 је оних које су Михаиловићеви четници предали Немцима, који су их затим убили.